# Bob Flanagan
Bob Flanagan (27 de dezembro de 1952 – 4 de janeiro de 1996) foi um escritor, poeta, músico, artista de performance e cômico estado-unidense.
Ele nasceu em New York City e cresceu em Glendale, Califórnia. Ele estudou literatura na Universidade do Estado da Califórnia, Long Beach e na Universidade da Califórnia em Irvine. Ele se mudou para Los Angeles em 1976. Em 1978, ele publicou seu primeiro livro, The Kid Is A Man. Ele também trabalhou com o grupo de comédia de improvisação The Groundlings.
Flanagan aparece no vastamente banido vídeo para a canção "Happiness in Slavery" do Nine Inch Nails. No vídeo, ele interpreta um personagem que venera uma máquina. Ele oferece uma vela a um altar, antes de cerimonialmente se despir e se lavar. O escravo (Bob) então deita em uma máquina de tortura inteligente que o molesta e por fim o mata, tudo com uma mistura de dor e prazer na cara dele.